# Stadion Panthessaliko
Stadion Panthessaliko – wielofunkcyjny stadion sportowy w Wolosie, w Grecji. Pojemność obiektu wynosi 21 597 widzów. Swoje spotkania rozgrywają na nim piłkarze Olympiakosu Wolos i Niki Wolos. Obiekt powstał w latach 2002–2004 i został zainaugurowany 30 marca 2004 roku meczem towarzyskim reprezentacji olimpijskich Grecji i Australii, choć stadion nie był wówczas jeszcze w pełni gotowy (jego budowa ostatecznie zakończyła się w czerwcu 2004 roku). Koszt budowy obiektu wyniósł 50 mln €. Arena posiada spójny, owalny kształt, choć cztery główne części trybun (dwie wzdłuż boiska i dwie za łukami) są od siebie odseparowane wolnymi przestrzeniami. Trybuna główna (jako jedyna wyposażona jest w zadaszenie) i dwie trybuny na łukach posiadają po dwa rzędy trybun. Na stadionie rozegrano część spotkań turnieju piłkarskiego na Igrzyskach Olimpijskich 2004. Obiekt gościł także finał piłkarskiego Pucharu Grecji w sezonie 2006/2007 (5 maja 2007 roku: Panathinaikos AO – AE Larisa 1:2) oraz sezonie 2023/2024 (25 maja 2024 roku: Panathinaikos AO – Aris FC 1:0).